# Open de Limoges
L'Open de Limoges è un torneo professionistico femminile di tennis giocato su campi in cemento indoor. Ha fatto parte dell'ITF Women's Circuit dal 2007 al 2013 mentre a partire dal 2014 è entrato a far parte dei WTA 125. Si gioca annualmente a Limoges in Francia. L'edizione del 2020 non si è disputata a causa dell'obbligatorietà da parte di Tennis Australia di un periodo di quarantena per la pandemia di COVID-19 prima dell'inizio dei tornei da disputare in loco nella stagione successiva, comportando una sovrapposizione di date con il torneo di Limoges che non avrebbe garantito la presenza di tenniste nei primi 150 posti della classifica, e quindi lo standard di qualità del torneo.
Ekaterina Aleksandrova detiene il record di vittorie con 3 titoli nel singolare, mentre Oksana Kalašnikova, Magda Linette e Mandy Minella conducono con 2 titoli nel doppio.

## Albo d'oro

### Singolare
| Anno | Categoria                             | Campionessa                           | Finalista                             | Punteggio                             |
| ---- | ------------------------------------- | ------------------------------------- | ------------------------------------- | ------------------------------------- |
| 2007 | ITF $10,000                           | Anne-Laure Heitz                      | Audrey Bergot                         | 6–1, 6–1                              |
| 2008 | ITF $10,000                           | Marina Mel'nikova                     | Valerija Savinych                     | 1–0 rit.                              |
| 2009 | ITF $25,000                           | Claire Feuerstein (1)                 | Anaïs Laurendon                       | 6–0, 5–7, 6–3                         |
| 2010 | ITF $25,000                           | Ivana Lisjak                          | Julija Bejhel'zymer                   | 6–0, 6–3                              |
| 2011 | ITF $50,000                           | Sorana Cîrstea                        | Sofia Arvidsson                       | 6–2, 6–2                              |
| 2012 | ITF $50,000                           | Claire Feuerstein (2)                 | Maryna Zanevs'ka                      | 7–5, 6–3                              |
| 2013 | ITF $50,000                           | Kristýna Plíšková                     | Tamira Paszek                         | 3–6, 6–3, 6–2                         |
| 2014 | WTA 125                               | Tereza Smitková                       | Kristina Mladenovic                   | 7–6(4), 7–5                           |
| 2015 | WTA 125                               | Caroline Garcia                       | Louisa Chirico                        | 6–1, 6–3                              |
| 2016 | WTA 125                               | Ekaterina Aleksandrova (1)            | Caroline Garcia                       | 6–4, 6–0                              |
| 2017 | WTA 125                               | Monica Niculescu                      | Antonia Lottner                       | 6–4, 6–2                              |
| 2018 | WTA 125                               | Ekaterina Aleksandrova (2)            | Evgenija Rodina                       | 6–2, 6–2                              |
| 2019 | WTA 125                               | Ekaterina Aleksandrova (3)            | Aljaksandra Sasnovič                  | 6–1, 6–3                              |
| 2020 | Annullato per pandemia di Coronavirus | Annullato per pandemia di Coronavirus | Annullato per pandemia di Coronavirus | Annullato per pandemia di Coronavirus |
| 2021 | WTA 125                               | Alison Van Uytvanck                   | Ana Bogdan                            | 6–2, 7–5                              |
| 2022 | WTA 125                               | Anhelina Kalinina                     | Clara Tauson                          | 6–3, 5–7, 6–4                         |
| 2023 | WTA 125                               | Cristina Bucșa                        | Elsa Jacquemot                        | 2–6, 6–1, 6–2                         |
| 2024 | WTA 125                               | Viktorija Golubic                     | Céline Naef                           | 7-5, 6-4                              |

### Doppio
| Anno | Categoria                             | Campionesse                               | Finaliste                                 | Punteggio                             |
| ---- | ------------------------------------- | ----------------------------------------- | ----------------------------------------- | ------------------------------------- |
| 2007 | ITF $10,000                           | Stella Menna Bibiane Schoofs              | Adeline Goncalves Gracia Radovanovic      | 6–4, 6–1                              |
| 2008 | ITF $10,000                           | Yasmine Clark 0livia Scarfi               | Volha Duko Elina Gasanova                 | 7–6(5), 5–7, [10–8]                   |
| 2009 | ITF $25,000                           | Elena Čalova Oksana Kalašnikova (1)       | Florence Haring Violette Huck             | 4–6, 6–3, [10–4]                      |
| 2010 | ITF $25,000                           | Ljudmyla Kičenok Nadežda Kičenok          | Claire Feuerstein Caroline Garcia         | 6(5)–7, 6–4, [10–8]                   |
| 2011 | ITF $50,000                           | Sofia Arvidsson Jill Craybas              | Caroline Garcia Aurélie Védy              | 6–4, 4–6, [10–7]                      |
| 2012 | ITF $50,000                           | Magda Linette (1) Sandra Zaniewska        | Irena Pavlović Stefanie Vögele            | 6–1, 5–7, [10–5]                      |
| 2013 | ITF $50,000                           | Viktorija Golubic Magda Linette (2)       | Nicole Clerico Nikola Fraňková            | 6–4, 6–4                              |
| 2014 | WTA 125                               | Kateřina Siniaková Renata Voráčová        | Tímea Babos Kristina Mladenovic           | 2–6, 6–2, [10–5]                      |
| 2015 | WTA 125                               | Barbora Krejčíková Mandy Minella (1)      | Margarita Gasparjan Oksana Kalašnikova    | 1–6, 7–5, [10–6]                      |
| 2016 | WTA 125                               | Elise Mertens Mandy Minella (2)           | Anna Smith Renata Voráčová                | 6–4, 6–4                              |
| 2017 | WTA 125                               | Valerija Savinych Maryna Zanevs'ka        | Chloé Paquet Pauline Parmentier           | 6–0, 6–2                              |
| 2018 | WTA 125                               | Veronika Kudermetova Galina Voskoboeva    | Timea Bacsinszky Vera Zvonarëva           | 7–5, 6–4                              |
| 2019 | WTA 125                               | Georgina García Pérez Sara Sorribes Tormo | Ekaterina Aleksandrova Oksana Kalašnikova | 7–5, 6–4                              |
| 2020 | Annullato per pandemia di Coronavirus | Annullato per pandemia di Coronavirus     | Annullato per pandemia di Coronavirus     | Annullato per pandemia di Coronavirus |
| 2021 | WTA 125                               | Monica Niculescu Vera Zvonarëva           | Estelle Cascino Jessika Ponchet           | 6–4, 6–4                              |
| 2022 | WTA 125                               | Oksana Kalašnikova (2) Marta Kostjuk      | Alicia Barnett Olivia Nicholls            | 7–5, 6–1                              |
| 2023 | WTA 125                               | Cristina Bucșa Jana Sizikova              | Oksana Kalašnikova Maia Lumsden           | 6–4, 6–1                              |
| 2024 | WTA 125                               | Elsa Jacquemot Margaux Rouvroy            | Ėrika Andreeva Séléna Janicijevic         | 6-4, 6-3                              |